# Marek Ney-Krwawicz
Marek Ney-Krwawicz (ur. 30 czerwca 1956 w Warszawie) – polski historyk specjalizujący się w okresie II wojny światowej, prowadzący badania m.in. na temat Armii Krajowej (AK) i Polskiego Państwa Podziemnego. Doktor habilitowany, docent, a od 2010 profesor zwyczajny w Instytucie Historii PAN. 

## Życiorys
Jest synem Mariana Krwawicza i Wandy z d. Ney.
Ukończył XLII LO w Warszawie. Laureat I Olimpiady Historycznej (I lokata). W 1979 ukończył studia historyczne na Wydziale Historycznym Uniwersytetu Warszawskiego. Przez całą karierę zawodową jest związany z Instytutem Historii im. Tadeusza Manteuffla Polskiej Akademii Nauk. Tam w 1986 obronił pracę doktorską Struktura i funkcjonowanie centralnego aparatu dowodzenia Służby Zwycięstwu Polski - Związku Walki Zbrojnej - Armii Krajowej w latach 1939-1945 napisana pod kierunkiem Eugeniusza Duraczyńskiego, w 2000 uzyskał stopień doktora habilitowanego na podstawie pracy Powstanie powszechne w koncepcjach i pracach Sztabu Naczelnego Wodza i Komendy Głównej Armii Krajowej. W 2010 uzyskał tytuł profesora nauk humanistycznych.
Otrzymał Nagrodę Historyczną tygodnika Polityka za 1990 rok w kategorii "wydawnictwa źródłowe" za pracę Komenda Główna Armii Krajowej 1939-1945. W 2009 został odznaczony Krzyżem Kawalerskim Orderu Odrodzenia Polski "za wybitne zasługi w dokumentowaniu i upamiętnianiu prawdy o najnowszej historii Polski, w szczególności dziejów Polskiego Państwa Podziemnego".
W 1986 poślubił Annę Grześkowiak.
Opublikował m.in. książki:
- Komenda Główna Armii Krajowej 1939-1945 (1990)
- Armia Krajowa - siła zbrojna Polskiego Państwa Podziemnego (1993)
- Sztandary i proporce Armii Krajowej (1994)
- Biuro generała Sosnkowskiego (1996)
- Powstanie powszechne w koncepcjach i pracach Sztabu Naczelnego Wodza i Komendy Głównej Armii Krajowej (1999)
- The Polish Home Army (Londyn 2001)
- Die Fuhrung der Republik Polen im Exil, w: Die polnische Heimatarmee. Geschichte Und Mythos der Armia Krajowa seit dem Zweiten Weltkrieg, München 2003, s. 151–167.
- Polish women fighting for freedom 1939–1945, London 2008.
- Armia Krajowa. Siły zbrojne Polskiego Państwa Podziemnego, wyd. II poszerzone, Warszawa 2009.
- Dowódcy Armii Krajowej, wyd. II poszerzone, Warszawa 2009.
- Odznaka Pamiątkowa Armii Krajowej, Warszawa 2010.
- Na pięciu kontynentach. Polskie dzieci, młodzież i szkoły na tułaczych szlakach 1939–1950, Warszawa 2014.
- Życie codzienne a służba żołnierzy – pracowników Komendy Głównej Armii Krajowej 1939-1944, Warszawa 2023